# میان‌آباد (نهاوند)
مهین آباد میربگ، روستایی از توابع بخش گیان شهرستان نهاوند در استان همدان ایران است. بیش از ۷۰۰ هکتار زمین آبی و دامداری در این روستا قرار دارد، تپه ی میان آبه از آثار تاریخی ثبت شده در فهرست آثار ملی می باشد.

## جمعیت
این روستا در دهستان سراب قرار دارد و براساس سرشماری مرکز آمار ایران در سال ۱۳۹۵، جمعیت آن ۲۵۷۳ نفر (۵۷۶خانوار) بوده‌است.